# Amadou Coulibaly
Pour les articles homonymes, voir Coulibaly.
Amadou Coulibaly, né le 31 décembre 1984 à Bobo-Dioulasso, est un joueur de football retraité originaire du Burkina Faso.

## Carrière
La carrière d'Amadou Coulibaly commence au Racing Club de Bobo Dioulasso, sa ville natale. En 2004, alors qu'il participe à un match de qualification avec le Burkina Faso, il est reconnu coupable d'avoir craché sur l'arbitre de la rencontre. Cet acte lui vaut 18 mois de suspension
Cela ne l'empêche pas de s'engager en août 2005 avec le Stade rennais FC pour une durée de trois ans, mais il est victime dans la foulée d'une rupture des ligaments croisés du genou, qui le laisse loin des terrains de football pendant une longue période
À son retour, il n'obtiendra jamais sa chance en équipe première, et devra se contenter de matchs avec l'équipe réserve en CFA. Il est laissé libre par le Stade rennais à l'issue de la saison 2006-2007 et s'engage alors en faveur de Grenoble Foot 38 pour une saison. Il ne joue pas plus en Isère avec zéro match au compteur lors de cette saison en Ligue 2.
Laissé libre par Grenoble Foot 38, il finit par s'exiler en Slovaquie et signe au MFK Zemplín Michalovce.
De nouveau libre, il s'engage le 21 juillet 2009 avec le KV Ostende en 2e division belge pour 2 saisons. Alors qu'il quitte le club à la mi-saison, celui-ci remporte le championnat de deuxième division en 2013.
En janvier 2012, il revient en Isère et signe au Football Club d'Échirolles.
Il est International A avec l'équipe nationale du Burkina Faso et compte neuf sélections pour un but.

## Palmarès
- Troisième à la coupe du monde des moins de 17 ans en 2001
- Champion de France des réserves professionnelles en 2007 avec le Stade rennais football club